# Lilium brevistylum
Lilium brevistylum é uma espécie de planta com flor, pertencente à família Liliaceae. É nativa da República Popular da China e é encontrada a uma altitude de 4 300 metros